# The Captain & the Kid
The Captain & the Kid es el 29º álbum de estudio de Elton John, editado en 2006 por Mercury (Interscope en EE. UU.)
En este trabajo John y el letrista Bernie Taupin retoman el hilo conductor de Captain Fantastic and the Brown Dirt Cowboy 31 años después, a través de diez nuevas canciones en plan conceptual.
Al introducir el CD en un ordenador se podía descargar gratis una undécima canción: "Across the River Thames", la cual no se incluía en el disco físicamente, aunque figuraba en los créditos; este es el primer álbum de Elton John en el que el cantante aparece junto a su colaborador de toda la vida -Bernie Taupin- en la portada.

## Lista de canciones
- Autor Elton John & Bernie Taupin.

1. "Postcards from Richard Nixon" – 5:14
2. "Just Like Noah's Ark" – 5:33
3. "Wouldn't Have You Any Other Way (NYC)" – 4:39
4. "Tinderbox" – 4:26
5. "And the House Fell Down" – 4:49
6. "Blues Never Fade Away" – 4:45
7. "The Bridge" – 3:38
8. "I Must Have Lost It on the Wind" – 3:53
9. "Old '67" – 4:01
10. "The Captain and the Kid" – 5:01

Bonus track de descarga digital
- "Across the River Thames" – 4:31